# Lycodes uschakovi
Lycodes uschakovi är en fiskart som beskrevs av Popov, 1931. Lycodes uschakovi ingår i släktet Lycodes och familjen tånglakefiskar. Inga underarter finns listade i Catalogue of Life.